# 梅涅勒

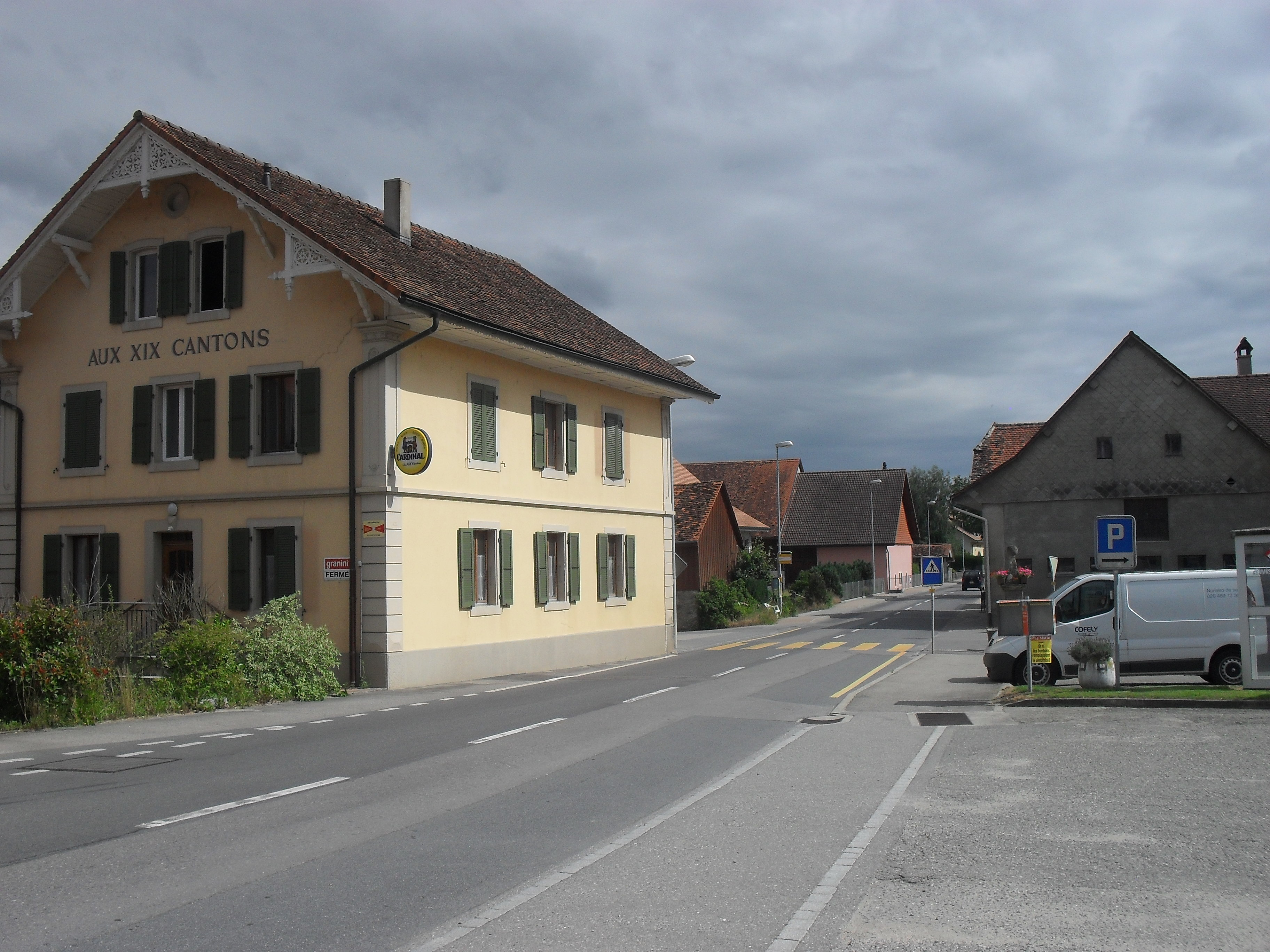

梅涅勒是瑞士的城鎮，位於該國西部，由弗里堡州負責管轄，面積4.38平方公里，海拔高度503米，2011年人口349，八成人口信奉羅馬天主教，人口密度每平方公里80人。

## 外部連結
- Official website （页面存档备份，存于） （法文）